# Channa Lamdan
Channa Lamdan (hebr.: חנה למדן, ang.: Hannah Lamdan, ur. 5 stycznia 1905 w Imperium Rosyjskim, zm. 10 kwietnia 1995) – izraelska polityk, w latach 1949–1955, 1957–1961 oraz 1962–1965 poseł do Knesetu z list Mapam i Mapai.
W wyborach parlamentarnych w 1949 po raz pierwszy dostała się do izraelskiego parlamentu z listy Mapam. W kolejnych udało jej się dokonać reelekcji. W trakcie tej kadencji opuściła Mapam, przez jakiś czas należała do efemerycznej partii Achdut ha-Awoda – Frakcja Niezależna, by ostatecznie dołączyć do Mapai. Z listy tego ugrupowania w wyborach w 1955 nie zdobyła mandatu, jednak powróciła do Knesetu 31 lipca 1957 po rezygnacji Ehuda Awri’ela. W 1959 zdobyła mandat poselski, ale sztuka ta nie udała się w przyspieszonych wyborach dwa lata później utraciła miejsce w parlamencie. Do Knesetu piątej kadencji trafiła jednak 23 sierpnia 1962 po śmierci Giory Joseftala. W 1965 opuściła Mapai wraz z grupą posłów skupionych wokół Dawida Ben Guriona i dołączyła do nowo powstałej partii Rafi. Z listy tego ugrupowania nie dostała się do Knesetu w wyborach przeprowadzonych w listopadzie tegoż roku.